# آدژیگارداک
آدژیگارداک (انگلیسی: Adzhigardak) یک رشته‌کوه در باشقیرستان کشور روسیه است.